# Griesheim-près-Molsheim
Griesheim-près-Molsheim is een gemeente in het Franse departement Bas-Rhin (regio Grand Est). De plaats maakt deel uit van het arrondissement Molsheim. Griesheim-près-Molsheim telde op 1 januari 2022 2.341 inwoners.

## Geografie
De oppervlakte van Griesheim-près-Molsheim bedroeg op 1 januari 2022 4,62 vierkante kilometer; de bevolkingsdichtheid was toen 506,7 inwoners per km².

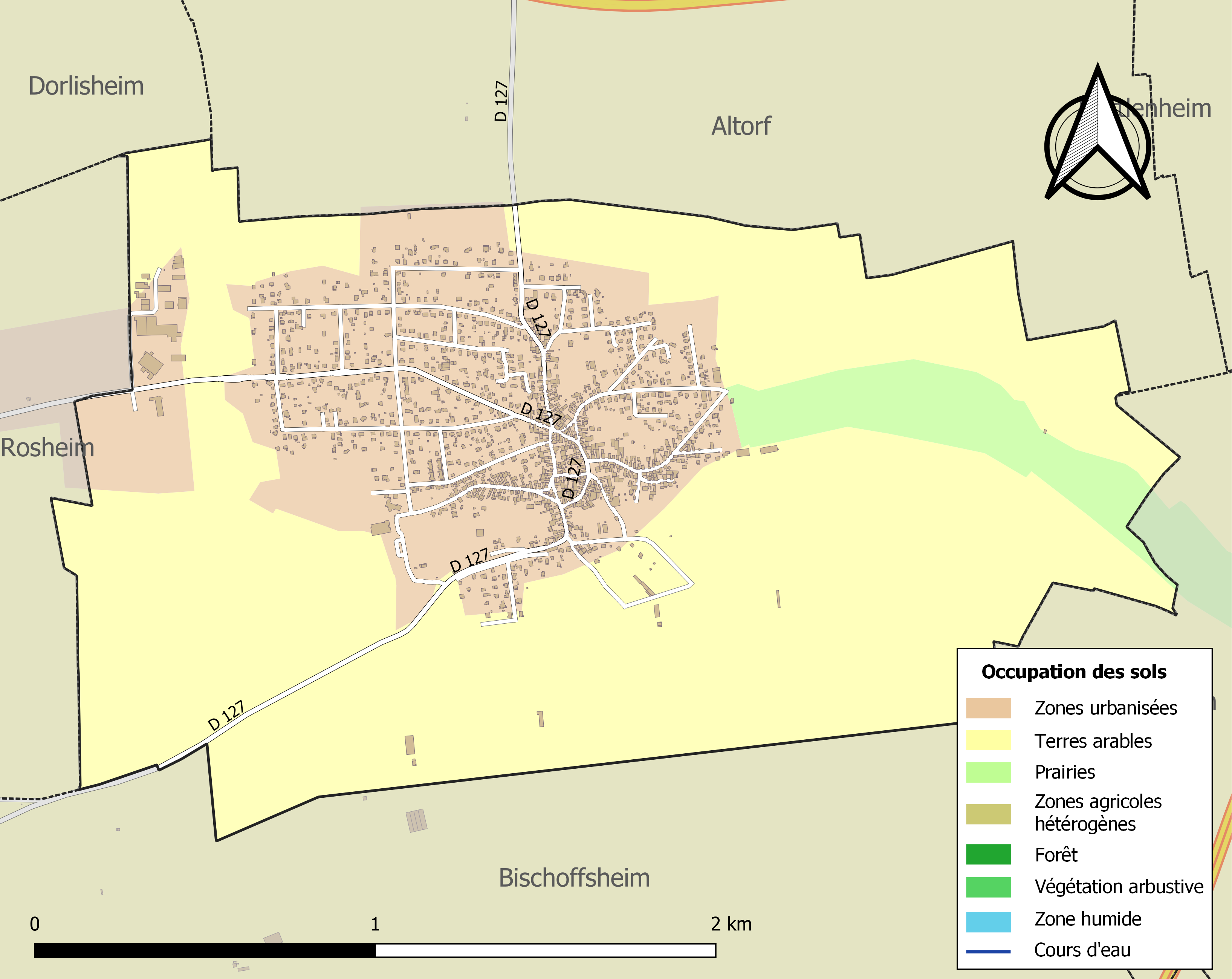
Kaart van de gemeente met de belangrijkste infrastructuur, bodemgebruik en omliggende gemeenten

## Demografie
Onderstaande figuur toont het verloop van het inwonertal (bron: INSEE-tellingen).